# مسرح إغريقي

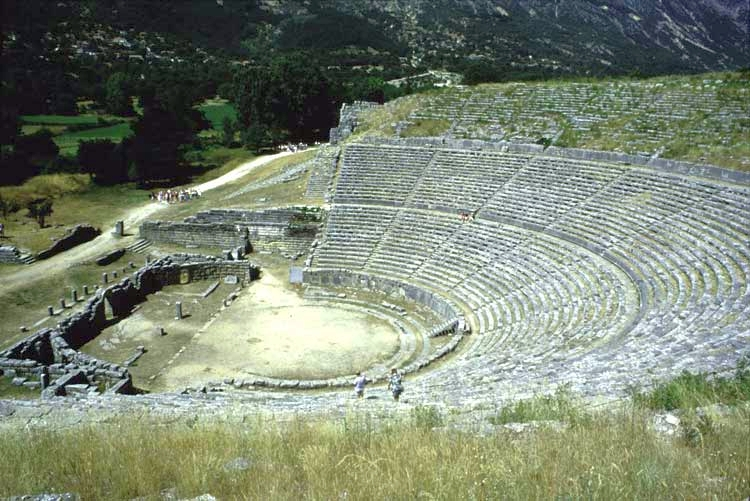
مسرح دودون.

يعتبر المسرح الإغريقي مظهراً واضحاً من مظاهر الفن في الحضارة الاغريقية كما أنّه بوتقة لجمع وتعاون عدد من الفنون السبعة.

## لمحة عن تاريخ المسرح الإغريقي
لقد نشأت التراجيديا واتخذت أصولها الأولى من الأغاني الديثورامبية وهي عبارة عن طقس من الطقوس الدينية تؤدى في عبادة الإله (ديونيزوس أو ديونيسوس أو باخوس) والاحتفال به. وتقسم الأعياد التي تتم فيها هذه الطقوس والاحتفالات إلى ثلاثة وهي:
أعياد ديونيزوس الكبرى أو أعياد المدينة، أعياد العصير، الأعياد الريفية.
وأما الدراما اليونانية فكانت، وحتى بعد تطورها ونضوجها في القرن الخامس قبل الميلاد على يد «اسخيلوس» ومعاصريه ومن جاءوا بعدهم، كانت جزءاً لا يتجزأ من طقوس الاحتفال بالإله ديونيزوس في «عيد الديونيزيا الأكبر».
قناع مسرحي يمثل ديونيسيوس، متحف اللوفر

## تطور التراجيديا
في رسالة أرسطو عن «فن الشعر»، نجد في عرف القدماء أن أبا التراجيديا الحقيقي هو «ثسبيس Thespis» (القرن السادس ق. م) الذي أوجد فكرة التمثيل، فبعد أن كانت الأحداث تروى على لسان رئيس الكورس Chorus، أو الجوقة، أصبحت تمثل أمام المشاهدين، ويقوم بتمثيلها شخص آخر غير رئيس الجوقة، وكان يطلق عليه اسم «هوبوكريتيس Hupokrites» أي المجيب، أو الشخص الذي يعبّر عن آراء غيره، أو الشخص الذي يظهر على غير حقيقته هو، فهو الممثل الذي يجري على لسانه كلام الشخصيات المختلفة التي يقوم بتمثيلها. وكان يؤدي هذا الدور الشاعر نفسه فيغير ملابسه وقناعه - فيما بعد - في خيمة قريبة تسمى «سكيني Skene» بما يتفق مع الشخصية المراد تمثيلها، بينما أفراد الجوقة يستمرون في الرقص والإنشاد، ثم يعود إليهم ليناقش معهم ما قالته الشخصية السابقة أو يعارضها أو يرثو لها وهكذا حتى تنتهي المسرحية.
ثم جاء «براتيناس Pratinas» ليبتكر الأقنعة التي حلّت محل طلاء الوجه برواسب النبيذ كما كان يفعل «ثسبيس»، كما أنه أدخل على الملابس بعض التعديلات الهامة.
ثم جاء «اسخيلوس Aeschylus» الذي يعتبر مبتكر التراجيديا الحقيقي وصاحب الفضل الأول في وجودها بصورتها التي نعرفها، فإليه يعزى إظهار الممثل الثاني مما أدّى إلى وجود الصراع بين وجهات النظر المختلفة، وإلى زيادة عنصر الحوار على عنصر الغناء عند الجوقة. كما أهتم بالإخراج والمهمات المسرحية، فتولى الأقنعة بالتهذيب والصقل حتى أصبحت تعبر تعبيراً صادقاً عن ملامح الممثل وعواطفه، واعتنى بملابس الممثلين.
ثم جاء «سوفوكليس Sophocles» ليضيف ممثلاً ثالثاً واهتم بالمناظر، وهكذا وصلت التراجيديا إلى أوج الكمال.

## أنواع المسرحيات الاغريقية
و تقسّم المسرحيات الإغريقية تبعاً لأنماطها إلى ثلاثة أنواع:
1. التراجيديا: المأساة
2. الكوميديا: الملهاة
3. المسرحيات الساتيرية: أو التيسية أي مسرحيات التيوس.

## عمارة المسرح الاغريقي
في عصر «ثسبيس» كان يقدم العرض المسرحي بمسرح متنقل، ولكن مع مرور الوقت أصبح لكل مدينة يونانية مسرحها الخاص، ولينتقل من شكله الخشبي المؤقت إلى الحجري.
ويقسم المسرح إلى أجزاء رئيسية:
أ‌- «الأورخسترا Orchestra» ومعناها حرفياً حلبة الرقص وهي مشتقة من الفعل اليوناني «أورخيثاي Orcheithai» بمعنى (يرقص). وهذه الأورخسترا هي مكان مستو مستدير تؤدي عليه الجوقة رقصاتها المتعددة، وكان الدخول إليها يتمّ عن طريق ممرّين جانبيّين يُعرف كل منهما باسم «بارودوس Parodos»، وفي مركز الدائرة تماماً كان هناك هيكل أو مذبح، وكثيراً ما كان يستخدم فعلاً في بعض المسرحيات، وهو جزء ثابت من الديكور. وكان يجري على هذه الدائرة الوسطى جزء من العرض الدرامي وفيها أيضاً كانت مجموعات الكوراس تقدّم رقصاتها وتنشد أناشيدها. ويقوم تحت الأورخسترا نظام ممرات محفورة في الحجر يساعد الممثلين في حركاتهم.
ب- «ثياثرون Theatron» أو «الكويلون Koilon» وهو مكان المشاهدين، وكان يتألف من عدد من الدرجات تستند عادة إلى سفح تل، وكان في بادئ الأمر على شكل حلقة مستديرة حول الأورخسترا، ولكن عندما تطورت الجوقة الديثورامبية وأصبح فيها ممثل، وجد الجمهور نفسه مضطراً لأن يهجر جزءاً من الدائرة حتى يتمكن من رؤية هذا الممثل، ومن وقتها احتفظ الثياثرون بشكله الذي يشبه حدوة الحصان، وهو عبارة عن صفوف من الدكك أو المقاعد الحجرية وكان ينقسم عادة إلى عدة أقسام عمودية بواسطة السلالم «الكليماكيس Klimakes» أي السلم أو الدرج لتصبح هذه الأقسام من المقاعد عبارة عن قطاعات تسمى «كيركيديس Kerkides» كما تقسم إلى طبقات أو أدوار بواسطة درجات أفقية تعرف باسم «ديازوماتا Diazomata»، أي الدهليز أو الممر أو الممشى. وكان هناك عرش يجلس عليه كاهن ديونيزوس، ربّ الخمر والدراما، وهو مكان الصدارة. وكانت المسارح تقام عند سفح تل في الهواء الطلق حيث كانت أصداء الصوت Acousties تتجاوب فيه بشكل مثير للدهشة.
جـ- «الاسكيني Skene»، معناها المنظر أو المشهد أو ما نسميه اليوم (الديكور). وكان في بادئ الأمر وكما تدل الكلمة عبارة عن خيمة من القماش مشدودة على هيكل خشبي تستخدم كمقصورة للممثلين، ومن المحتمل أن هذه الخيمة أقيمت أولاً خارج الأورخسترا، بعيداً عن أعين المشاهدين، ولكن بعد ذلك نقلت الخيمة قريباً من الأورخسترا أمام المكان الذي هجره الجمهور من الثياثرون ليتمكن من رؤية الممثل، وأخفيت معالم واجهتها الخارجية التي يراها الجمهور بواسطة حاجز خشبي يحتوي على باب أو أكثر بحيث تبدو الخيمة أمام المشاهدين وكأنها بناء سكني لتظهر بداية الديكور المسرحي، وهي ذات طابع تلميحي لا هدف لها سوى تحريض مخيلة المشاهدين. ثم أقيم مكان البناء الخشبي المؤقت بناء حجري ثابت دائم حيث انتهى العاملون بالمسرح الإغريقي إلى تثبيت الديكور، وفي أكثر المسرحيات كانت الاسكينا تمثل واجهة (بيت) أو (قصر) أو (معبد) وتكون أحياناً مؤلفة من طابقين وتحوي على أعمدة دورية أو أيونية تزيّن واجهتها مع البروسكينون أحياناً. ويكتمل تشكيل المسرح بعناصر جانبية تتألف من موشورات ثلاثية تدعى «بيريئكتي» أو «برياكتوس Periaktus»، تدور على نفسها وتضم ديكورات ومناظر مرسومة مختلفة بحسب كل وجه منها وهذه الدورات تتيح تبدلات سريعة في الأمكنة رغم ندرة استعمالها، مع وجود الاختلاف بين الديكورات، ففي التراجيديا: كانت تحوي أعمدة وواجهات مرتفعة وتماثيل وأدوات زينة تناسب قصراً ملكياً، وفي الكوميديا: بيوت عادية بشرفات ونوافذ، وأما في المسرحيات الساتيرية: فأحراج وكهوف وجبال.
د- «البروسكينيون Proskenion» أي ما أمام الاسكيني أو «اللوجيون logeion»، أي المكان الذي يتكلم عليه الممثل، وظهر في منتصف القرن الرابع ق.م والعصر الهلينستي.

## ديكور المسرح الاغريقي

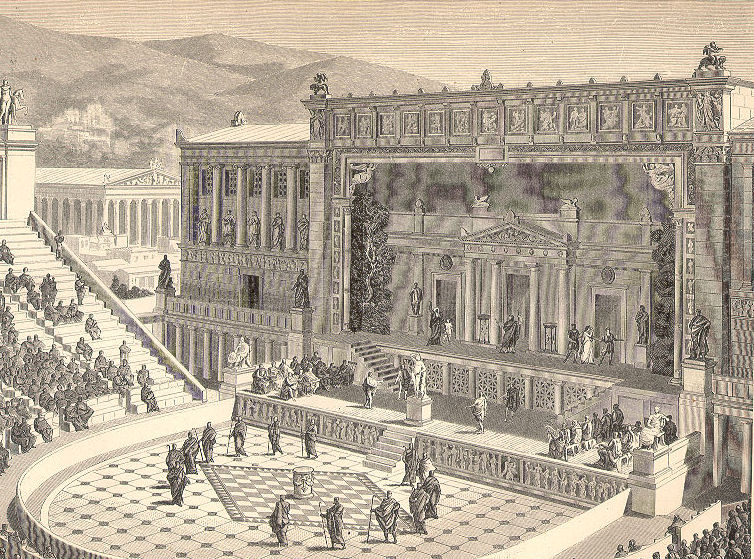
مسرح ديونيسوس في أثينا، كما تم تخيله في عام 1891

حوالي عام 465 ق.م أنشأ «سوفوكليس» مناظر مسرحية مصنوعة من القماش الملون وحين انتقل الممثلون للتمثيل على «البروسكينون» كان الستار الملون الذي يمثل منظر المسرحية يرسم على واجهة الاسكيني أو يعلّق عليها. وكان التصوير بدائياً فكانت الألوان الرئيسية توضع بشكل ليس فيه أثر للحذق الفني، ولم يكن الإغريق قد عرفوا بعد قواعد المنظور، فكان الرسم عندها هو إشارة أو مقاربة إلى العناصر الطبيعية، فللبحر لون أزرق والأرض صفراء داكنة وجذع الشجر بني داكن والفروع لها لون أخضر. وسرعان ما نشطت هذه الصناعة وتخصص لها رسامون وصارت حرفة تحترف. وكان هناك ثلاث أنواع من المناظر المسرحية:
1- مناظر التراجيديا
أ- المعبد: وفيه يتوسط الستار رسم لباب هو باب المعبد وتغطى واجهته بالزخرفة والتماثيل، وعلى جانبيه من اليمين صور تمثل بيوت الكهنة وعلى اليسار غابة أوطريق.
ب- القصر: يشابه ستار باب المعبد مع مراعاة تغير جانبي الستار بأن يكون أحد الجانبين لمخدع الملكة مثلاً والآخر لمخدع الضيوف.
ج- الفسطاط (الخيمة): ويتألف من قماش يصور واجهة الخيمة وعليه الزخارف التي كان شائعاً تصويرها على واجهة الخيام.
د- منظر عام: وهو يتنوع بين غابة أو بحر أو منظر طبيعي آخر.
2- مناظر المسرحية الساتيرية
أ- المناظر البحرية: كمرفأ بحري أو شاطئ بحر أو ضفاف نهر.
ب- المناظر البرية: تصور الأحراش والغابات وسفوح الجبال والمغاور والكهوف.
3- مناظر الكوميديا
تصور منازل قامت إلى جانب بعضها وكأنها في ميدان عام أوفي طريق عام وكانت البيوت أحياناً ترسم من طابقين وله سطح وأحياناً كان الممثل يتكلم من نافذة من أعلى البيت كان يصعد إليها بدرجات خلف الستار، ولم تكن الرسوم تحوي حجماً وإنما صور مسطحة وكانت تميل إلى الواقعية في الكوميديا، وأحياناً ولمقتضيات المسرحية كان يوضع ستاران لمنظرين (عالمين) كستار يمثل معالم الأرض وآخر بجانبه يمثل معالم الآخرة أو السماء وهذا مايسمى بـ «المنظر المركّب Simultaneous setting».
[وقد وصف «فيتروفيوس Vitruveus» كيفية إشادة هذه المناظر بكونها كانت تصور على قماش يشد إلى إطارات خشبية تدخل إلى البروسكينون من جانبيه وذلك في المسارح الصغيرة الحجم التي لا يزيد ارتفاعها عن خمسة أو ستة أمتار. ويغلب الظن أن استعمال هذه المناظر في المسارح الكبيرة كان يجري بطريقة أخرى، يبدو أنها كانت كمايلي:
يثبت المنظر على ستار المؤخرة بمشاجب في أعلاه، ثم يتدلى المنظر على الستار بطوله، وتتتالى المناظر في العرض المسرحي بحيث يتبع الواحد منها الآخر بحسب ترتيبه من العرض المسرحي- لكون العرض يتضمن أكثر من مسرحية - فبمجرد رفع المشاجب عن المنظر الأول يسقط ليظهر المنظر الثاني ويتم سحب المنظر الأول من أحد الجانبين ].
وكذلك فقد تم إنشاء الموشور الثلاثي، فيثبّت واحدٌ في كل جانب من جنبي البروسكينيون وفي المقدمة بحيث يدور على محوره، ويرسم على كل جانب من جوانبه صورة تمثل منظراً يخالف الصورة الأخرى فكان بالإمكان إظهار ثلاثة مناظر مختلفة دون تغيير ستار المؤخرة وكان ما يرسم عادة على أحد الجوانب يتفق وما هو مرسوم في ستار المؤخرة بل إنه يكمله وينبّه إليه.
وقد اشتهر المصور «أغاتارك Agatharpue»: الذي صور ستائر (أقمشة) لمسرحيات «إيشيل Eschyle» التراجيدية.

### تقنيات ميكانيكية في ديكور المسرح الاغريقي
لقد اهتدى اليونانيون في القرن الخامس ق.م إلى ابتكار وسيلة ميكانيكية لتصوير البيوت من الداخل على المسرح، وكانت تسمى بـ «ايكيكليما Eccyclema»، وهي عبارة عن منصة أو سطيح خشبي مرفوع على بكرات وعجلات يدفع من الاسكينا إلى الخارج، أي أمام الجمهور، والمفروض أنها كانت تمثل جدران بيت من الداخل.
وكذلك فقد استُخدم بالمسرح كثيراً من الحيل لتمكين الممثلين من الظهور في الأورخسترا أو على منصة البروسكينيون بطريقة غير عادية ومنها:
أ- «سلالم خارون Kharon» التي تصعد بواسطتها الأشباح والأموات. وسميت على خارون الذي ينقل أرواح الموتى عبر نهر ستيكس
ب- «الأنابيسما Anapiesma» التي ترفع آلهة الأنهار والحوريات وآلهة الجحيم.
جـ- «الاستروفيون Stropheion» التي تظهر الأبطال وكأنّهم في السماء.
د- «الهيميكوكليون Hemikuklion» التي تجعل المشاهدين وكأنهم يرون مدناً بعيدة أو أشخاصاً يسبحون.
هـ- «البرونتيون Bronteion» وهي ماكينة الرعد، عبارة عن لوح مسطح من المعدن وكتل من الحجارة تلقى عليه ليصدر أصواتاً.
و- «الكيراونوسكوبيون Keraunoskopeion» وهي ماكينة البرق، عبارة عن سطح أسود مرسوم عليه وميض لامع يقذف به عبر البروسكينون (المنصة).
وقد استعملت الآليات الأربعة الآتية:
أ- الديستيجيا Distegia: تستعمل لظهور الممثلين وكأنهم في مستوى أعلى من مستوى البروسكينيون، على سطح أو صخرة، ومن المحتمل أنها كانت عبارة عن شرفة أو طابق أعلى يمكن تركيبه عند الضرورة.
ب- الثيولوجيون Theologeion: وهي شبيهة بسابقتها، ومعناها كلام الآلهة، وعليها تظهر الآلهة وأنصاف الآلهة عندما يكون المراد إظهارهم دون رؤيتهم وهم نازلون في الهواء.
جـ- الماكينة Machina: وهي التي تنزل بالممثلين من السماء أو ترفعهم إليها، وكانت عبارة عن رافعة متصلة بها أحبال بلون الديكور تربط بالممثلين ويتم رفعهم والهبوط بهم.
د- الأكوكليما Ekkuklema: وكانت تستعمل لإطلاع الجمهور على حوادث حدثت خارج مكان التمثيل.

## الأقنعة والأزياء في المسرح الاغريقي

### الأقنعة
كانت الفرق المشاركة في الديونيزيات الكبرى (احتفالات تكريم الإله ديونيسوس) تحمل أقنعة، وكان بعض المشاركين في المواكب الذبائحية يلطّخون وجوههم بسلافة الخمر وبأوراق الكرمة ليغيروا ملامحهم، وانطلاقاً من هذا المثل الأول تم الانتقال إلى استخدام أقنعة حقيقية صنعت خصيصاً لهذه الغاية تبدي مظهراً وسيطاً بين المرعب والمضحك، فأضفي على الأقنعة المصنوعة من القماش ملامح بشرية، وأدخل «فرينيكوس» القناع النسائي، ثم جاء «ايسخيلوس» وأدخل عليها تحسيناً ملحوظاً، فصار القناع يصنع على أيامه من مجموعة قطع قماشية تضغط مع بعضها في قالب ثم تغطى بطبقة من الجبس، وكان الرسام يبيّن على هذه الطبقة ملامح الوجه ولون البشرة ويخطط الشفاه والحواجب، وكثيراً ما كان يعلو هذه الأقنعة شعر مستعار (باروكة) وتلصق لحى مستعارة على بعض الوجوه، كما كانت فيه فتحة كبيرة للفم قلما تحوي أسناناً، وثقبان ضيقان للعينين أما باقي العين فيرسم من قبل الرسام على القناع. وكان القناع يصنع أكبر من حجم الوجه الطبيعي فيغطي الوجه ويصل إلى منتصف العنق ويثبت بواسطة أربطة تربط من أسفل الذقن، ويوضع فوق الرأس قلنسوة من اللباد لثقله. وكان الممثل يستطيع إزاحته إلى الخلف أثناء الاستراحة أو بين المشاهد. وتطورت صناعة الأقنعة بعد «اسخيلوس» و«ارستوفانيس» لتتجاوز الابتسامة الجامدة والملونة بطريقة تتفق مع الواقع فبدأت بعض العواطف والانفعالات الهادئة تبدو على القناع، وذلك بخطوط محدودة الأثر تنحت على الوجه مثل تجعيدة أفقية على الجبهة، أو إبراز الشفتين. ثم نصل إلى عصر «فيدياس» النحات المشهور حين ازدهر «سوفوكليس» و«يوربيديس»، لكنه لم يحدث تطوراً كبيراً على الأقنعة، ليس لعجز النحات بل لرغبته في التعبير عن الوجه الصارم بالملامح الهادئة لاعتقاده أن الهدوء والاتزان كانا أساس الفن الإغريقي كله، فكان التعديل لا يتعدّى فتح الفم وتجعيدة أو اثنتين على الجبهة أو بين الحواجب مع بعض الألوان الحقيقية التي تظهر الملامح.
كما وتطور القناع في العصر الهيلينستي فأصبح شديد التأثير، مخالفاً للطبيعي، فبرزت الحواجب واضطربت وازدادت التجاعيد عمقاً وازدادت فتحتا العينين وبولغ في فتحة الفم.
تقسم الأقنعة إلى نوعين: قناع لشخصية معينة في المسرحية، وقناع لدور معين ينطبق على أي شخصية مماثلة ما دامت مشتركة بالظروف والعمر. ويعبّر القناع عن:
أ- الشخصية: ملك، رئيس كهنة، من الشعب، رجل طيب أو خبيث.
ب- نوعها: لأن أدوار النساء كان يقوم بها الرجال.
جـ- سنها: شاب أو عجوز.
د- نوع المسرحية: تراجيديا، كوميديا، مسرحية ساتورية.
كما أن الأقنعة كانت قد حققت متطلبات المسرح الإغريقي من حيث الرؤية والسماع، إذ كانت تفي بما يلي:
أ- تكبير ملامح الوجه (رغم سلبية استحالة التعبير الإيمائي في الوجه وكان يستعاض عنه إما باستبدال القناع أو باستعمال قناع ذي تعبيرين).
ب- زيادة طول الممثل (بالإضافة إلى دور الأزياء في ذلك)، وتسمى حيلة تضخيم الشخص «أونكوس».
جـ- تضخيم الصوت، لأن فتحة القناع كانت على شكل بوق رفيع من الداخل.

### الأزياء
إنّ استعمال لباس خاص بالتمثيل الدرامي يعود كالقناع إلى فترة المواكب الذبائحية الأولى، ويعود إدخال اللباس عبر الفنون التشكيلية (رسم – تلوين - نحت) إلى «اسخليوس». ويتألف زي الممثل في المسرح الإغريقي - بالإضافة للقناع- من الحذاء والعباءة الخارجية والثوب والأشياء المستخدمة في حشو الجسم وغطاء الرأس.
- الحذاء، وله عدة أنواع: «كوثورنوس Kothornos»، وهو حذاء يرتفع ارتفاعاً ملحوظاً عن الأرض، يُصنع من شرائح خشبية متطابقة وملونة بشتى الألوان وأحياناً يصنع من الجلد أو اللباد أو الفلين كان بعضها يرتفع إلى 25سم، 30سم وكانت خاضعة بارتفاعها لمكانة الأشخاص فللملك والوزير أعلى الأحذية.
وكان لأفراد الجوقة حذاء أقل ارتفاعاً يدعى «الكريبيس Krepis»، وقد ابتكره «سوفوكليس» وهذا النوع أخف من سابقه لأن على الجوقة القيام بسلسلة حركات لم تكن ممكنة بالكوثورنوس حيث أنه (الكوثورنوس) في الوقت الذي يضخم حجم الشخوص رمزياً، وأدبياً أيضاً- يقلص بارتفاعه وثقله، إمكانية تنقلهم ويثقل كل خطوة، ويفرض أسلوباً تمثيلياً يرتكز على جمود الممثلين شبه الكامل، وهذا ما يعطينا تأثيراً واضحاً للنحت (الحذاء الضخم لتضخيم الممثل) على الرقص (التمثيل والحركة) وكما أن شكل المسرح ومقتضيات المكان، حيث أن الجمهور كان يحتل مكاناً يبعد كثيراً عن مكان التمثيل، أضفت على الأزياء ومنها الحذاء ضرورة إبراز وإظهار الممثل، فهي تزيد من ارتفاع قامته لكي يتضح له كيان واضح فوق خشبة المسرح، هذا بالإضافة إلى القناع وحشو الملابس، وكذلك ليكون له إيحاءً أدبياً أو رمزياً بأن هذه الشخصيات فوق مستوى البشر.
-حشو الجسم: وقد استخدم الإغريق صدرية وبطناً مستعاراً وفوقهما قميص يشدهما إلى الجسم ويغطي سائر الأعضاء وذلك لتضخيم الجسم بالأقمشة والوسائد بما يتناسب وضخامة القناع والحذاء ولا يخرج عن قوانين الجمال والتناسب إلا في رداء الكوميديا مما أعطى للمثل طولاً وضخامة.
-الألبسة: كان يتألف اللباس التراجيدي الإغريقي من عنصرين هما القميص المتعدد الألوان- ويدعى «بيليكوس» والرداء «ايبيبليما». وأما الأول: «بيليكوس» فهو ثوب طويل حتى العقبين وفي الحياة الواقعية كان لا يتجاوز الركبتين، كذلك أطالوا الأكمام حتى تغطي اليدين بصورة كاملة أو حتى الرسغين وفي الواقع كانت حتى المرفقين، وجعلوا الحزام الذي يشد إلى الوسط في الحياة الواقعية يرتفع فيشد على مستوى الصدر ويسمى «ماسخاليستر». وقد فعلوا كل هذا التعديل عن اللباس في الحياة الواقعية لكي يسبغوا على الممثل مسحة طول القامة.
وكذلك فقد كان الثوب «البيليكوس» محاكاً أو ملوناً بألوان زاهية ومغطى برسوم مقتبسة من أشكال بشرية وحيوانية ونباتية وغيرها. وذلك لكي يحظى الممثل بانتباه الجمهور.
أما الرداء الخارجي «الايبيبليماتا» فكان منه أنواع ونماذج متعددة منها مثلاً
«هيماتيون Himation» وهو رداء واسع يلف الجسم كله وكذلك «خالامودي chalamode» وهو قصير وينسدل عن الكتفين. وكذلك فقد وجدت قطع ملابس معدة لشخصيات معينة، فمثلاً كان ديونيزوس يرتدي قميصاً طويلاً أصفر، وللملك ثوبٌ أرجواني وللملكة عباءة بيضاء مشغولة باللون الأرجواني.. ولم تكن هذه الألبسة في التراجيديا الإغريقية تطابق في ترفها وألوانها الزاهية الألبسة اليومية بل كانت تأويلاً حراً وخيالياً للباس القومي الإغريقي.
غطاء الرأس، وكان له غرضان رئيسيان:
أ- إكساب الممثل طولاً على طول.
ب- إحياء الصبغة المحلية للدور فلكل شخصية غطاؤها.
وكذلك فقد استخدمت أدوات خاصة بالأزياء كالدروع للمقاتلين والسيف أو القوس للأبطال وصولجان للملك وعصا للمسنين.. ولقد كان للرموز والأسلوب هيمنة واضحة في التراجيديا خصوصاً على الواقعية في التمثيل.

## النصوص المسرحيّة الأدبيّة والشعر
تنقسم التراجيديا الإغريقية من ناحية الشكل إلى الأجزاء التالية:
أ- المقدمة: (البرولوجوس Prologos) تسبق دخول الجوقة إلى المسرح وقد تكون عبارة عن مونولوج يلقيه ممثل واحد أو ديالوج يشترك فيه ممثلان. وغايته التمهيد لأحداث المسرحية وقد لا تحوي بعض المسرحيات على هذا الجزء.
ب- المدخل: (بارودوس Parodos) وتدخل الجوقة (الكورس) أثناءها إلى الأورخسترا وهم ينشدون ويغنون ويرقصون.
جـ- المشهد التمثيلي: (ابيسوديون Episodion) يتحاور فيه الممثلون فيما بينهم أو مع أفراد الجوقة أو رئيسهم، ويختلف عدد المشاهد التمثيلية من مسرحية لأخرى.
د- الفاصل الكورالي: (ستاسيمون Stasimon) وهو فاصل يقوم بإنشاده أفراد الجوقة بين المشاهد التمثيلية وهم واقفون في الأورخسترا دون دخول أو خروج، والغاية منه التخفيف من حدة التوتر لدى المشاهد وإتاحة الفرصة للمثلين للاستعداد للمشهد التالي.
هـ- المرثيّة أو النحيب: (كوموس Kommos) ويشترك فيها الجوقة والممثلون بالإنشاد، وهي ليست ضرورية في كل تراجيديا.
و- المخرج: (أكسودوس Exodos) وهو الجزء الأخير من التراجيديا وغالباً ماينتهي بأنشودة يخرج أثناءها أفراد الجوقة من الأورخسترا.
أما الإيقاع الشعري (الوزن) في التراجيديا فكان في الحوار المرسل غير المنشد ينظم في بحر الرجز Iambric الثلاثي التفعيلة Trimeter، وأما الأجزاء المنشدة مثل (ستاسيمون وكوموس) فكانت تنظم في أوزان معقدة.

## الموسيقى والرقص في المسرح الاغريقي

### الموسيقى
يعود دور الموسيقى في المسرح الإغريقي تاريخياً إلى التقليد الذبائحي القديم الخاص بالأسرار الديونيزية، ثم انتقل فيه إلى البنية الدرامية.
حيث ظهرت الموسيقى كلحن في منتهى البساطة، موحد النغم، يؤديه الناي بصورة رئيسية ويدعم الأقسام المتلوة ثم ما لبثت أن تداخلت الموسيقى مع الشعر الغنائي فأصبح النص يخضع لقوانين لحنية كما في التلاوة، وكان أحياناً يبرز الناي (مزمار الأولوس) في عزف منفرد، أو تختلط الموسيقى بالشعر في مزيج فريد، حيث أن الأبيات الشعرية وكذلك الترتيب الذي يجمع بين كل قياس موسيقي والإيقاع المعتمد كانا يؤديان معاً كعنصرين متعاونين، وذلك يبدو واضحاً في الأقسام الخاصة بالجوقة والتي كانت تؤدى غناء في معظم الأحيان، وأحياناً أخرى يرتفع غناء منفرد لأحد الشخوص، وكان «اسخيلوس» أيضاً موسيقياً ومؤلفاً لأغاني الكورس، وكان يسعى إلى نقل مزاجه ومشاعره إلى المشاهدين عن طريق الموسيقى والشعر الغنائي، حيث كانا في أيامه وحدة لا تنفصل فكان ابتكار الكلمة والنغم والشعر والميلودية يتم في آن معاً، وكان «أوربيدس» أول من أدرك الإمكانيات التعبيرية الخاصة في الموسيقى والغناء بعد أن حد من حضور الجوقة (الكورس) وشمل الأشخاص بالوظيفة الموسيقية التي كانت تقوم بها، موجداً بذلك نمطاً من التلاوة سميت «باراكاتالويه» والمختلفة عن القسم المحكي حصراً والمسمى «كاتالويه» فكان بهذا يزيد من شدة انفعال المشاهدين فيدع الموسيقى تتسلم قيادة الحديث على نحو ما يحدث حين يفيض الإحساس إلى الحد الذي لا تسعفه الكلمات.

### الرقص
لقد ارتبط الرقص بالدراما اليونانية القديمة ارتباطاً وثيقاً لتطورها عن طقوس العبادة الديونيزية والتي كان الرقص فيها من أرقى الوسائل التعبيرية.
ويقوم الكورس في الدراما بإنشاد الشعر إلى جانب أداء الرقصات التي لم تكن تتأثر بالإيقاعات فقط وإنما كانت تعبيراً متطوراً بالإيماءات التي تفسر مضمون الشعر، كما كانت الدراما تختم برقصات تشبه سير المواكب على إيقاع لحن السير (المارش)، ورغم عدم وجود تدوينات لحركات الرقص لكونها تعلم مباشرة دون تدوين بين الأستاذ وتلاميذه. [ فنحن نعلم أن <<الشعراء القدامى ثسبيس Thespis وبراتيناس Pratinas وكراتينوس Cratinus وفرينكوس Phrynicus كانوا يلقبون (بالراقصين)، لأنهم لم يعتمدوا على رقص الكوراس فحسب لتفسير مسرحياتهم ولكنهم وبغض النظر عن مسرحياتهم كانوا يُعلّمون الرقص لكل من يشاء أن يتعلمه>> وقد وصلنا هذا في نص ورد في كتاب «مائدة الحكماء Deipnosophistai» لـ «أثينايوس Athenaeus» وهو من القرن الثالث الميلادي، كما ورد فيه أيضاً أن <<اسخيليوس ابتكر كثيراً من الرقصات وخص بها أفراد الكوراس فقد ذكر كامليون Chamaeleon أن اسخيليوس كان أول من جعل الكوراس في مسرحياته يؤدي البوزات دون أن يستعين لذلك بأي مدرب من مصممي الرقص… فارسطوفانيس بغير شك، يجعل اسخيليوس يتحدث عن نفسه فيقول: (إنما أنا الذي اعطيت أوضاعاً جديدة للكوراس)…>>، وكذلك ورد فيه: <<وبالمثل فإن تليسيس Telesis أو تليستيس Telestes مدرب الرقص، ابتكر رقصات كثيرة وبفنه العظيم صور معنى ما يقال بحركة ذراعية… ولذا فإن ارسطوكليس Aristocles يقول أن تليستيس، وهو الراقص الذي كان اسخيليوس يستخدمه كان فناناً بارعاً حتى أنه كان يوضح أحداث المسرحية بأدائه حين كان يرقص في مسرحية «السبعة ضد طيبة»…>> ]
وأما «يوربيدس» وغيره من شعراء القرن الرابع ق.م فقد تركوا مهمة تعليم الجوقة وتدريب الممثلين إلى جماعة متخصصين في هذا الفن، وثمة أنماط مختلفة في الرقص باختلاف نوع العرض، ونمط مشترك بين الثلاثة يسمى «أيبوركيما» وأما الخاص بالتراجيديا فسمي «اميليا» والخاص بالكوميديا «كورداكس» والخاص بالدراما الساخرة «سيكينيس».